# Cnephora subfumata
Cnephora subfumata är en fjärilsart som beskrevs av Paul Dognin 1911. Cnephora subfumata ingår i släktet Cnephora och familjen mätare. Inga underarter finns listade i Catalogue of Life.